# 內新厝
內新厝，是臺灣彰化縣竹塘鄉的一個傳統地域名稱，位於該鄉西南部。相較於今日行政區，其範圍大致與內新村相近。

## 歷史
台灣清治末期至日治初期，內新厝地區為一街庄，稱為「內新厝庄」，隸屬於深耕堡。該庄北與鹿藔庄為鄰，東與下溪墘庄為鄰，南邊隔濁水溪與新庄仔庄、港後庄為界，西邊為九塊厝庄。。
1901年（日治明治三十四年）11月，全台廢縣廳改設二十廳，該庄隸屬於彰化廳。1903年（明治三十六年）6月，該庄編入「內蘆竹塘區」，隸屬於彰化廳。1909年（明治四十二年）10月，合併二十廳為十二廳，內蘆竹塘區改隸屬於臺中廳。1920年（大正九年），廢廳、支廳、區、街庄（舊制）改設州、郡、街庄（新制）、大字，該庄改制為「內新厝」大字，隸屬於臺中州北斗郡竹塘庄。
戰後竹塘庄改制為竹塘鄉，隸屬於臺中縣，大字亦改制為村。1950年10月，中、彰、投分治，竹塘鄉改隸屬彰化縣。

## 聚落
本地區發展較早的聚落為內新厝、三塊厝、西塞厝等，在日治期初期的官方地圖上已有記載。

## 交通
省道台19線（中央路一段）又稱「中央公路」，是彰化至台南永康的幹道，大致以東北—西南走向由本地區東部邊界北側入境後，轉南南西沿邊界地帶而行，後後因邊界線東移而入境，過濁水溪自強大橋後於本地區南部邊界東側出境。由該道路向東北轉東北東可前往竹塘市區、埤頭、溪湖、埔鹽等地，向南南西可前往二崙、崙背、土庫西北端、褒忠等地。
縣道152號（東陽路二段）是大城鄉公館至名間的道路，大致以西南西—東北東走向由本地區西部邊界北側入境後，轉東南東再轉東北東再繞彎道轉東南東，至省道台19線路口轉東北與其共線後出境。由該道路向西南西經九塊厝後轉西北西再轉西可前往大城、公館並止於省道台17線路口，向東北轉東北東可經竹塘市區東側後轉東南獨行可前往埤頭南部、溪州、二水、名間等地。
鄉道彰173線（洛陽路、自強大橋橋頭西側下坡道路）是鹿寮至內新厝的道路，其南側端點位於本地區東部省道台19線濁水溪自強大橋橋頭不遠處的路口。由此向南與省道台19線並行，至洛陽路路口轉西，至路底轉北直行，經縣道152號路口後續行，出境後可前往鹿寮並止於該地區北側田間。